# Motobloc Type AN (1929)
Der Motobloc Type AN (1929) ist ein Pkw-Modell der Zwischenkriegszeit. Hersteller war Motobloc in Bordeaux in Frankreich. Einen gleichnamigen Type AN gab es bereits von 1911 bis 1914.

## Beschreibung
Motobloc bot das Modell von 1929 bis maximal 1932 an. Allerdings vertreten einige Quellen die Ansicht, Motobloc habe nach 1930 keine Pkw mehr hergestellt.
Es war das erste Modell des Herstellers nach dem Ersten Weltkrieg mit einem Sechszylindermotor. Der Hubraum des Motors beträgt 1683 cm³ bei 63 mm Bohrung und 90 mm Hub. Steuerlich war er damals in Frankreich mit 10 CV eingestuft. Verkauft wurde der Wagen unter der Bezeichnung 10 CV Confort, die sich aus dieser Einstufung und dem französischen Wort für Komfort zusammensetzt. Der Motor hat Wasserkühlung. Er ist vorn im Fahrgestell eingebaut und treibt über eine Kardanwelle die Hinterachse an. Der Radstand beträgt 290 cm.
Angeboten wurden Limousine und Coupés.
Vorgänger war der Type R von 1922 bis 1928 mit einem Vierzylindermotor.